# Нієлла-Бельбо
Нієлла-Бельбо (італ. Niella Belbo, п'єм. La Niela an Belb) — муніципалітет в Італії, у регіоні П'ємонт,  провінція Кунео.
Нієлла-Бельбо розташована на відстані близько 460 км на північний захід від Рима, 70 км на південний схід від Турина, 45 км на схід від Кунео.
Населення — 378 осіб (2014). Щорічний фестиваль відбувається 23 квітня.
Покровитель — святий Юрій.

## Пам'ятники та визначні місця

### Релігійна архітектура
- Церква Сан-Джорджо і Мадонна делла Неве, парафіяльна церква, засвідчена з 1574 року, але її нинішній вигляд був визначений реконструкцією 19 століття.
- Санктуарій Мадонна деї Монті, побудований між 1710 і 1750 роками; проект приписується архітектору Франческо Галло.
- Каплиця Сан Бернардіно, датована 1664 роком.
- Монументальний хрест, розташований неподалік від Санктуарію Мадонна деї Монті і побудований у 1900 році на честь Ісуса Христа Спасителя[3].

## Демографія
Населення за роками:

Станом на 1 січня 2023 року в муніципалітеті офіційно проживав 31 іноземець з 9 країн, серед них 18 громадян країн Євросоюзу.

## Сусідні муніципалітети
- Боссоласко
- Фейзольйо
- Горценьйо
- Момбаркаро
- Сан-Бенедетто-Бельбо